# Wenche Wensberg
Wenche Wensberg er en norsk håndboldspiller. Hun spillede 50 kampe og scorede 15 mål for Norges håndboldlandshold mellem 1973 og 1977. Hun deltog også under VM 1973 og VM 1975.